# Francesca Saperas i Miró
Francesca Saperas i Miró (Barcelona, 15 de febrer de 1851 - Barcelona, 21 d'agost de 1933) fou una militant anarquista i anarcosindicalista catalana. Àvia d'Antònia Fontanillas Borràs.

## Biografia
Va néixer el 15 de febrer de 1851 a Barcelona, filla d'Isidre Saperas i Lafita, natural de L'Espluga de Francolí, i de Maria Miró i Barrot, nascuda a Montblanc.
El 19 d'octubre de 1869 es va casar amb el sabater anarquista igualadí Martí Borràs i Jover, primer director de la revista Tierra y Libertad i de La Justicia Humana, i també secretari dirigent de la Unió de Constructors del Calçat de l'Associació Internacional de Treballadors (AIT). El 1889 participà en l'organització d'un míting a la plaça de Catalunya de Barcelona que no es dugué a terme perquè la policia detingué els organitzadors. Martí Borràs fou detingut arran l'intent d'assassinat d'Arsenio Martínez-Campos Antón a la Gran Via de Barcelona per Paulí Pallàs i Latorre el setembre de 1893. Fou empresonat al castell de Montjuïc i se suïcidà el 1894 després d'acomiadar-se afectuosament de la seva dona per carta.
Contribuí a la causa acollint anarquistes perseguits i convertí la seva casa al carrer Tallers de Barcelona en un refugi. D'aquesta manera mantingué una relació sentimental amb Tomàs Ascheri, qui el 1897 seria condemnat a mort i executat després del procés de Montjuïc sota l'acusació de ser el responsable de l'atemptat del carrer dels Canvis Nous. Abans de l'execució, Tomàs Ascheri i Lluís Mas van aconseguir el permís necessari per a poder-se casar amb Francesca Saperas i Salut Borràs (filla de Francesca Saperas), respectivament. Tomàs i Francesca es van casar al Castell de Montjuïc el 3 d'abril de 1897. Ell tenia 28 anys i ella 48. Poc després, encara el 1897, Francesca fou desterrada a França juntament amb la seva filla Salut. En aquest país participà activament en la campanya internacional contra els processos de Montjuïc, i el 1898 en tornà: després de l'assassinat del president del Consell de Ministres Antonio Cánovas del Castillo, l'agost del 1897 per l'anarquista italià Michele Angiolillo, qui pretenia venjar els executats, el nou president del Consell de Ministres, Pràxedes Mateo Sagasta, permeté la tornada dels desterrats.
Més tard s'uní a Francesc Callís Calderón, un dels torturats en el procés de Montjuïc, que també se suïcidà. Entre el 1912 i el 1914 visqué a Buenos Aires (Argentina) amb el seu gendre Josep Fontanillas. Tornà a Barcelona, però del 1919 al 1923 s'instal·là a Mèxic. El 1923 tornà a Barcelona definitivament i visqué amb Teresa Claramunt. La seva salut quedà afectada per la paràlisi i el 1929 s'organitzà una comissió per ajudar-la. Morí el 1933 a Barcelona.